# SWAPO Women’s Council
Der SWAPO Party Women’s Council (SPWC), früher SWAPO Women’s Council (SWC) (zu Deutsch SWAPO-Frauenrat oder SWAPO-Frauenliga) ist eine von drei Unterorganisationen der Regierungspartei SWAPO in Namibia. Der Rat vertritt die Interessen und Rechte der Frauen in der Partei. Formell 1970 im Exil gegründet, entwickelte der SWC erst ab 1980 organisatorische Strukturen, blieb aber bis zur Unabhängigkeit im Wesentlichen auf Aktivitäten im Exil beschränkt. Die Generalsekretärin des SPWC ist von Amts wegen Mitglied des Zentralkomitees der Partei.

## Geschichte

### Gründung

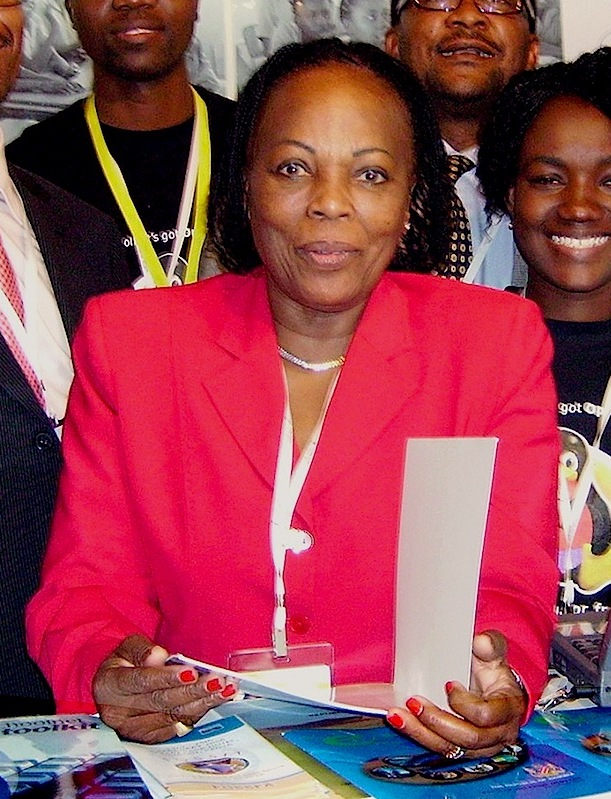
Libertina Amathila (2005)

Die 1960 gegründete namibische Befreiungsorganisation SWAPO musste sich Ende der 1960er Jahre neu aufstellen, nachdem sie die Führer der ersten Generation verloren hatte. Beim SWAPO Consultative Congress, der von 26. Dezember 1969 bis 2. Januar 1970 in Tanga in Tansania stattfand, beschlossen die 30 Teilnehmenden neue Strategien zur Organisation der Befreiungsbewegung, was später als Tanga-Strategie bekannt wurde. Ein Teil der Strategie war die Gründung von als Flügeln bezeichneten Unterorganisationen, um bestimmte Teile der Bevölkerung zu mobilisieren: die SWAPO Youth League (SYL), der SWAPO Women’s Council (SWC) und der SWAPO’s Elders’ Council (SEC). Libertina Amathila, die gerade in Polen ihr Medizinstudium abgeschlossen hatte, wurde als Generalsekretärin des SWC eingesetzt.
Anfang der 1960er Jahre waren nur wenige namibische Frauen im Exil. Das änderte sich erst ab Mitte der 1970er Jahre. Entsprechend entwickelte sich die neue Frauenorganisation auch erst dann, da ein Engagement innerhalb Namibias schwierig war. Während im politischen Programm der SWAPO 1976 der Begriff „Frau“ nicht auftauchte, enthielt die im gleichen Jahr angenommene Satzung der Organisation unter anderem das Ziel, gegen Sexismus zu kämpfen. Das Bewusstsein dafür, dass es eine „Frauenfrage“ gab, nahm zu. Einige der jüngeren Frauen konnten in den 1970er und 1980er Jahren öffentlich tätig werden und auch Führungsaufgaben übernehmen. Innerhalb der Graswurzelorganisation wurden aber auch viele Frauen, insbesondere solche, die nicht dem traditionellen Frauenbild entsprachen, schikaniert und zum Schweigen gebracht.
Ab 1977 engagierte sich der SWC auch innerhalb Namibias dafür, Frauen zu einem stärkeren politischen Engagement zu bewegen. Mittels Haus-zu-Haus-Kampagnen wurde versucht, Frauen als SWAPO-Mitglieder zu gewinnen. 1977 wurde eine erste SWC-Generalsekretärin innerhalb Namibia eingesetzt, Martha Ford, die aber 1978 nach einem Jahr im Amt aus dem Land fliehen musste. 1977 organisierte der SWC erste Frauen-Demonstrationen, zum Beispiel in Katutura im Sommer 1977 mit 4000 Teilnehmerinnen und Teilnehmern. Nachdem die Repressalien in Namibia 1977/78 zunahmen, war der SWC ein paar Jahre in Namibia selbst nicht mehr aktiv.

### Etablierung von Strukturen ab 1980
Erst mit dem ersten Kongress des SWAPO Women’s Council, der 1980 in Kwanza Sul in Angola stattfand, wurden organisatorische Strukturen für den SWC etabliert. An dem Kongress nahmen zwischen 60 und 100 Delegierte aus den Flüchtlingscamps teil. Dazu kam eine Reihe von Repräsentanten und Repräsentantinnen ausländischer SWAPO-Missionen und ausländischer Frauenorganisationen. Nachdem Gertrude Kandanga, die intendierte Delegationsleiterin, kurz vor dem Kongress von südafrikanischen Sicherheitskräften festgenommen worden war, nahmen nur wenige in Namibia lebende Frauen teil. Der Kongress wählte Pendukeni Kaulinge (später Pendukeni Iivula-Ithana) als Generalsekretärin und Kandanga (in Abwesenheit) als ihre Stellvertreterin. Außerdem bestimmte er ein Zentralkomitee von 19 Frauen. Bis zur Unabhängigkeit waren alle Führungspositionen des SWC mit Frauen im Exil besetzt. Beim Kongress setzte sich der SWC in seiner Satzung drei Ziele:
- die volle Beteiligung von Frauen im Befreiungskampf,
- Gleichberechtigung von Frauen und
- die volle Teilhabe für Frauen an produktiver Arbeit, womit Arbeit jenseits von Hausarbeit und Kindererziehung gemeint war.

Alle Frauen über 18 Jahren, die der SWAPO beitraten, wurden automatisch Mitglied des SWC. Umgedreht konnte keine Frau SWC-Mitglied sein, die nicht auch der SWAPO angehörte. Die Geschäftsführerin des SWC war automatisch Mitglied des Zentralkomitees der SWAPO und repräsentierte dort den SWC. Die SWC-Satzung gab eine feinteilige räumliche Gliederung der Organisation vor, die jedoch in der Zeit des Exils aus praktischen Gründen nicht zum Tragen kam. Stattdessen wurden die Entscheidungen eher informell getroffen.
Nach 1980 wurde der SWC in der Exilgemeinde stark aktiv. Die SWAPO-Flüchtlingscamps in Angola und Sambia wurden faktisch, wenn auch nicht unbedingt nominell, größtenteils von Frauen geleitet. Frauen des SWC organisierten Fertigungsprojekte wie zum Beispiel Gemüseanbau und Hühnerhaltung, organisierten die Gesundheits- und sozialen Dienste inklusive der Schulen, Kindergärten und -horte. Außerdem organisierte der SWC eine Reihe von Stipendien für Frauen, damit sie im Ausland studieren oder Ausbildungsprogrammen absolvieren konnten. Der SWC ermutigte junge Frauen, Berufe in Männerdomänen zu erlernen wie zum Beispiel Automechanikerin oder Fahrerin. Außerdem führte er für Frauen ab 35 Jahre Ausbildungsprogramme durch, wobei die Frauen zum Teil erstmals Lesen und Schreiben lernen konnten.
Vertreterinnen des SWC nahmen an internationalen Frauenkonferenzen teil, die von den Vereinten Nationen oder anderen internationalen Institutionen organisiert wurden. Ab den 1980er Jahren bezog der SWC auch stärker Kämpferinnen der People’s Liberation Army of Namibia (PLAN) ein. Die SWC-Generalsekretärin besuchte regelmäßig die Kriegszone und sprach mit den Kombatantinnen.
Innerhalb Namibias wurde der SWC ab Mitte der 1980er Jahre wieder aktiv. Kurz vor der Unabhängigkeit konnte er über das ganze Land verstreut 27 Zweige aufweisen. Der SWC führte Tür-zu-Tür-Kampagnen, Kundgebungen und Seminare durch.

### ZeitschriftThe Namibian woman
Ab Dezember 1984 gab der SWC die Zeitschrift The Namibian woman heraus. Die erste Ausgabe war das Ergebnis eines von einer finnischen Organisation gesponsorten Lehrgangs über sechs Monate, bei dem exilierte Namibierinnen im Journalismus qualifiziert wurden. Die Zielgruppe der Zeitschrift waren die Frauen in den Flüchtlingscamps. Als Ziel wurde angegeben: „Die Zeitschrift ist das offizielle Organ des SWC und dient als Sprachrohr für die namibischen Frauen. Es soll die nationalen Befreiungskampf, den die SWAPO führt, und die Rolle der Frauen darin erklären. Es soll Frauen in der Heimat und im Ausland mobilisieren.“ Der Zeitschrift war keine lange Lebenszeit beschieden. Ab 1988 erschien sie wieder und wurde 1989 mit anderen SWAPO-Publikationen zusammengeführt.

### Verhältnis zu Namibian Women’s Voice
Parallel zu den SWC-Aktivitäten entwickelte sich ab Mitte 1980er ausgehend von Frauenorganisationen in den Kirchen eine ökumenisch geprägte Graswurzelbewegung. Es bildete sich eine von allen Parteien unabhängige Frauenorganisation Namibian Women’s Voice (NWV), die lokale Projekte und Selbsthilfeprogramme durchführte. Die Organisation war auch politisch aktiv und wurde von der SWAPO kritisch beobachtet, obwohl SWAPO-Mitglieder in den national führenden Gremien der unabhängigen Frauenorganisation dominierten. Insbesondere die Tatsache, dass es sich um eine reine Frauenorganisation handelte, die Frauenfragen ins Zentrum stellte, löste bei der patriarchal geprägten SWAPO, aber auch bei anderen männlich geprägten namibischen Institutionen Irritationen aus. Aber auch der SWAPO Women’s Council lehnte die NWV ab. Schließlich wurden die Spannungen so groß, dass die auf nationaler Ebene führenden NWV-Frauen, die alle SWAPO-Mitglieder waren, sich für eine Seite entscheiden mussten: SWAPO oder NWV. Dies führte zur praktischen Auflösung der NWV im März 1989.

### Umstrukturierung mit der namibischen Unabhängigkeit
Im Wahlmanifest der SWAPO zur ersten Wahl nach der Unabhängigkeit Namibias (durchgeführt im November 1989) wurde zwar eine Frauenquote zugesichert, um eine minimale Beteiligung von Frauen im politischen Entscheidungsprozess sicherzustellen. Doch tatsächlich wurde auf der SWAPO-Wahlliste erst auf Platz 10 eine Frau gesetzt, gefolgt von Frauen auf den Plätzen 15, 33, 40, 62, 68 und 71. Gewählt wurden schließlich 4 weibliche und 38 männliche SWAPO-Abgeordnete. Das erste Parlament nach der Unabhängigkeit hatte die Aufgabe, eine Verfassung zu verabschieden. In dem vorbereitenden Parlamentsausschuss saß nur eine Frau, Pendukeni Ithana, die damalige Generalsekretärin des SWC. Das Ziel des SWC war primär, dass die Verfassung die rechtliche Gleichstellung der Frauen garantierte, was letztendlich auf vielfachen Druck von Frauen aus allen Parteien gelang.
1989 wurde der SWC im Rahmen der ersten Wahlkampagne reorganisiert. Der SWC bestand nun aus lokalen Sektionen in Städten, Dörfern und Stationen, der jeweils zehn Frauen angehörten. Die Aufbauorganisation aggregierte die Unterorganisationen auf mehreren Ebenen ausgehend von den lokalen Sektionen bis zur nationalen Ebene. Jedoch wurden viele der SWC-Aktivitäten letztendlich von Angestellten der SWAPO organisiert, wovon es 1991 sieben im nationalen Hauptquartier in Windhoek gab. Dazu kamen 13 angestellte regionale Koordinatorinnen und 41 auf Bezirksebene. 1991 fand der zweite SWC-Kongress in Brakwater in der Nähe von Windhoek, statt, bei dem Ellen Musialela als neue SWC-Generalsekretärin gewählt wurde.
1994, vier Jahre nach der Unabhängigkeit, gab der SWC eine Bildbroschüre mit dem Titel Viva! heraus, die die verschiedenen Rollen zeigen sollte, die Frauen während des namibischen Befreiungskampfs eingenommen hatten. Dazu gehörten Frauen, die bei PLAN in der Kommunikation, bei der medizinischen Versorgung und als Automechanikerinnen aber auch als Kämpferinnen tätig waren. Aber auch die Bildungskampagnen und die Aktivitäten, um Frauen den Einstieg in bisher männlich dominierten Berufen zu ermöglichen, wurden gezeigt.

### 50-prozentige Repräsentanz von Frauen im Parlament

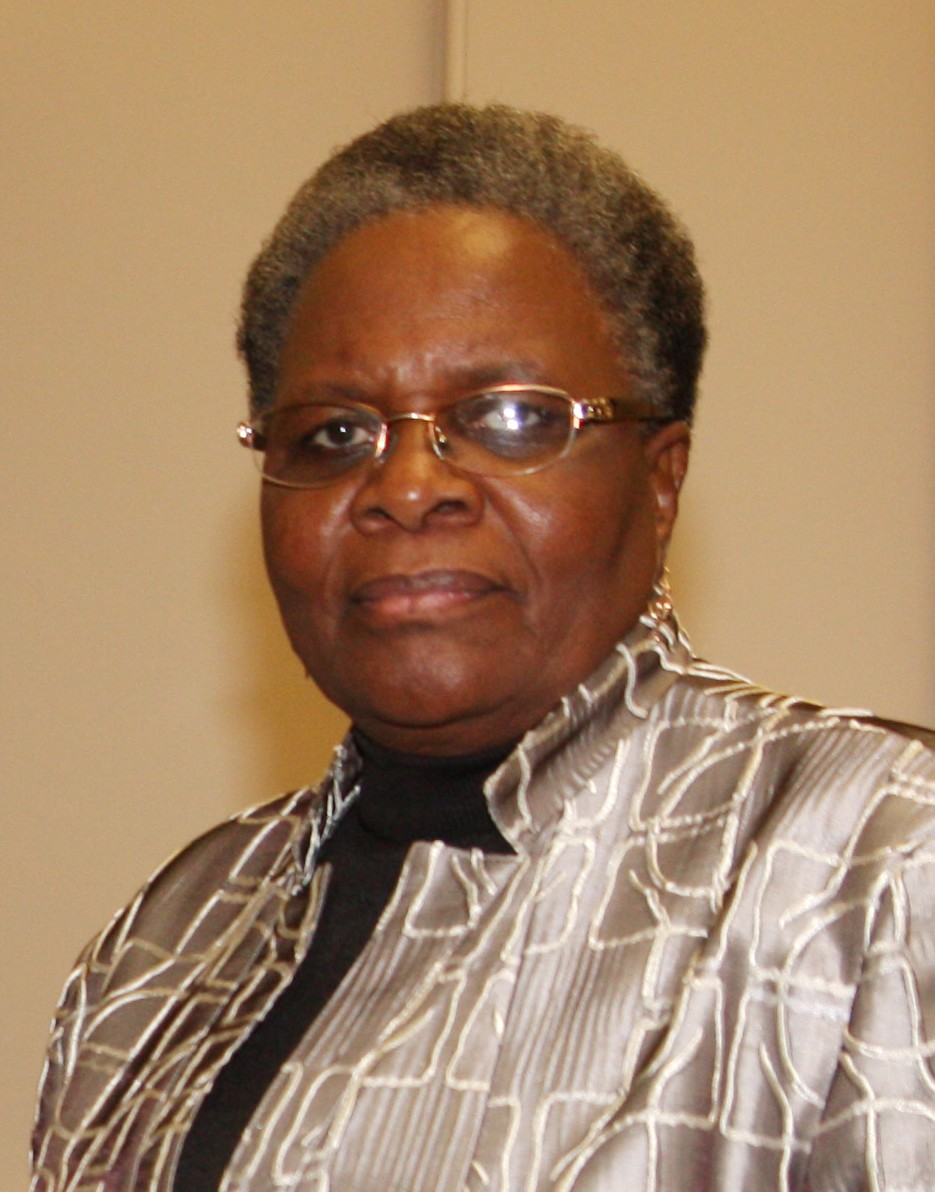
Netumbo Nandi-Ndaitwah

Im März 1999 fand ein von Sister Namibia organisierter Workshop statt, bei dem diskutiert wurde, wie der Anteil der Frauen in der namibischen Politik erhöht werde könnte. Neben Nicht-Regierungsorganisationen nahmen die Frauenunterorganisationen der Parteien, darunter der SWAPO Women’s Council, und weibliche Abgeordnete, auch der SWAPO, teil. Das Netzwerk benannte Sister Namibia, sie bei den Vorbereitungen auf die Kampagne zu den Wahlen von 1999 zur namibischen Nationalversammlung zu führen. Gemeinsam entwickelten sie das Namibian Women’s Manifesto, das im September 1999 veröffentlicht wurde. Es wurde in sechs Sprachen übersetzt und im ganzen Land verteilt. In dem Manifest verlangten die Organisationen sogenannte Zebra-Parteilisten, das heißt Parteilisten für die Wahlen, bei denen Kandidatinnen und Kandidaten sich jeweils abwechselten. Doch zum Zeitpunkt des Drucks zogen die SWAPO und der SWAPO Women’s Council ihre Unterstützung zurück, da in dem Dokument auch die Menschenrechte lesbischer Frauen genannt wurden. Auch die neue Frauenministerin Netumbo Nandi-Ndaitwah distanzierte sich von dem Manifest.
Im Oktober 1999 präsentierte Präsident Sam Nujoma eine paritätisch besetzte Liste für die ersten 30 Plätze der Wahlliste der SWAPO für die Nationalversammlung. Traditionell hatte der Präsident das Recht, über diese 30 Plätze zu bestimmen. Die Liste stieß auf massiven Widerstand in der Partei, weshalb sie aufgegeben wurde. Nujomas 15 Kandidatinnen fanden schließlich einen Platz auf der Wahlliste, aber nur acht davon unter den Top 30. Auf dem Swapo-Kongress 2002 schien sich das Szenario zu wiederholen. Unter Nujomas Kandidaten für die drei wichtigsten Führungspositionen in der Partei befanden sich keine Frauen. Im Gegenzug dafür, dass der SWC dies nicht beanstandete, beschloss das 83-köpfige Zentralkomitee der Partei eine Frauenquote von 25 % für sich. Als Nujoma jedoch vorschlug, dass 21 der 57 auf dem Parteitag zu wählenden Mitglieder Frauen sein sollten, wurde das mit dem Vorwurf des diktatorischen Verhaltens und der Nichteinhaltung der SWAPO-Verfassung abgelehnt. Letztendlich waren 13 der 57 Personen, die der Parteitag 2002 für ihre Wahlliste zur Nationalversammlung auserkor, Frauen.
Nachdem das Thema der Teilhabe von Frauen im Parlament ab 2002 bei mehreren Parteitagen diskutiert worden war, beschloss im Juni 2013 ein außerordentlicher Parteikongress der SWAPO eine 50-prozentige Repräsentanz von Frauen in den zur Wahl stehenden politischen öffentlichen Ämtern der Partei, Zebra-Regelung genannt. Danach gab es Versuche von einflussreichen männlichen SWAPO-Politikern wie auch Hage Geingobs, den Beschluss wieder einzuschränken, da sie um ihre Positionen fürchteten. Diese Versuche blieben erfolglos, weshalb in Rekordzeit eine Verfassungsänderung durchgesetzt wurde, womit die Zahl der Parlamentssitze von 72 auf 96 erhöht wurde und dem Präsidenten das Recht eingeräumt wird, statt zuvor sechs nun acht zusätzliche Parlamentsmitglieder zu ernennen. Dazu kam die Schaffung des Amts des Vizepräsidenten (Namibia Constitution Third Amendment Bill vom 31. Juli 2014, beschlossen Ende August 2014). Wie Henning Melber hervorhob sind die Verfassungsänderungen zwar von der Zebra-Regelung ausgelöst, die Änderungen selbst zielen aber nicht auf Geschlechterparität als normativer Richtlinie ab.

## SWAPO Party Women’s Council in der Satzung der SWAPO
Die Satzung der SWAPO Party regelt die Rolle des SWAPO Party Women’s Council. Der Council ist eine von drei Unterorganisationen der SWAPO. Mitglied werden kann jedes weibliche Parteimitglied, das älter als 18 Jahre ist (Art. 33). Der SWAPO Party Women’s Council entsendet 20 Delegierte zum Parteitag (Congress), dem höchsten Entscheidungsorgan der Partei, die der SPWC bei ihrem eigenen Parteitag wählt (Art. 11). Die Generalsekretärin des SPWC ist automatisch Mitglied des Zentralkomitees der Partei, dem höchsten Parteigremium zwischen den Parteitagen (Art. 12). Die Generalsekretärin des SPWC wird vom Parteitag (Congress) des SPWC auf fünf Jahre gewählt. (Art. 33)

## Generalsekretärinnen
- 1970 bis 1980 Libertina Amathila[29]
- 1980 bis 1991 Pendukeni Kaulinge[29][30]
- 1991 bis ca. 1996 Ellen Musialela[30][31]
- ca. 1996 bis 2001 Erica Ramakhutla[31][32]
- 2001 bis 2006 Eunice Iipinge, Vertreterin Linea Shaetonhodi[33][34]
- 2006 bis 2016 Petrina Haingura[34][35]
- 2016 bis 2022 Eunice Iipinge, Vertreterin Fransina Kahunga[35][36]
- ab 2022 Fransina Kahungu, Vertreterin Maria Ntusi[36]

## Archiv
- UNAM Archives, Katjavivi Collection (Peter Katjavivi), File PA 1/1/16 – SWAPO Women’s Council:1973 1985.[37]